# Re.2005 (航空機)
Re.2005 サジタリオ
Re.2005
- 用途：戦闘
- 分類：戦闘機
- 製造者：レッジャーネ
- 運用者：

  - イタリア王立空軍
  - ドイツ空軍
- 初飛行：1942年5月9日
- 生産数：48機[1]（37機説もある）
- 生産開始：1942年9月
- 運用開始：1943年4ないし5月
- 退役：1945年
- 運用状況：退役

レッジャーネ R.2005サジタリオ（サジタリウス、「射手」の意）は、第二次世界大戦終盤にイタリア王立空軍向けにレッジャーネが開発・製造した単葉の戦闘機。630kgまでの航空爆弾を積むことができ、戦闘爆撃機としても使用された。 マッキ C.205およびフィアット G.55と並んで、レジアーネ Re.2005は「セリエ5」イタリア製戦闘機の一翼を担った。胴体のラインは空力的に効率的で、設計は強力なダイムラー・ベンツ DB 605エンジンを活用することを目的としている。唯一の欠点は、胴体後部に特定の構造的な弱点があることである。イタリアの降伏の前に48機だけが納入され、これらの戦闘機はナポリ、ローマおよびシチリア防衛に参加し、戦闘を生き延びた機体はドイツ軍の記章をつけて崩れかけた廃墟の上で戦った。イギリスのエース・パイロットにして軍事オブザーバーのダンカン＝スミス空軍大佐（DSO&殊勲飛行十字章）は「Re.2005は全体に素晴らしく、強力な機体だった」と述べている。

## 概要
本機は大戦中にレッジャーネ（Reggiane）が開発した中で、実戦に参加した最後の戦闘機である。レッジャーネ系の戦闘機はRe.2000ファルコで空冷エンジン、Re.2001アリエテで液冷エンジン（ドイツ製ダイムラー・ベンツ DB 601）、Re.2002アリエテIIで再度空冷エンジンを積むなど紆余曲折が見られた。
本機はエンジンを再度液冷エンジン、それもアリエテに搭載していたDB601より300hp近くも出力が向上したDB605エンジンを積むことを主眼に於いて開発された。
Re.2005の原型機は1942年9月に初飛行し、この時はDB605を搭載していた。軍は早速レジアーネに対し750機の量産命令を下したが、生産にあたって搭載エンジンの入手難が予想された。これはDB605がドイツ国内向けの生産に追われていた為である。イタリアではフィアット社がDB605をRA1050RC58“ティフォーネ"（Tifone=「台風」の意）としてライセンス生産していたが、生産が軌道に乗るのに時間がかかり、本機の実戦投入はイタリアの降伏2ヶ月前の1943年7月までずれ込んだ。
量産された機体はローマやナポリの防空部隊、及びシチリア島に配備され、終戦までわずかな期間しかなかったものの連合国の航空機相手に奮闘している。ただし、イタリア降伏までに完成したのはわずかに48機（37機とする資料もある）と、ごく少数にとどまった。
同じエンジンを使用した戦闘機としては他にMC.205ベルトロやG.55チェンタウロがある（MC.205、G.55、Re.2005の3機種を総称して「serie5」と呼ぶ）。ベルトロは総合的な空戦性能に優れ、チェンタウロは武装と量産性に優れている。ちなみに本機は空戦性能は両者の中間、速度と爆弾搭載量で他の2機を引き離す、と言うことができる。
イタリア降伏時に国内に残存した機体はドイツ空軍（ルフトヴァッフェ）に接収された。またイタリア北部の工場では降伏後も生産が継続されたが、工場が爆撃を受けたため完成したのはごく少数であった。これらの機体は終戦までドイツ空軍によりルーマニアの油田上空で迎撃機として使用され、ベルリン戦にも参加し、滅びゆく帝都を背に最後の抵抗を行った。

## 設計と開発
Re.2005はレッジャーネが第二世界大戦中に製造した最後の航空機である。1941年に開始されたこのプロジェクトはロベルト・ロンギが主導し、設計者のアレッジオ、マラスキーニ、トニオーロおよびポッジが参加したチームによって進められた。Re.2002のように既存の設計をもとにした開発ではない新規プロジェクトであるにもかかわらず、予備作業は同年末までに完了した。1942年2月に機体の用意ができた時には、DB 605エンジンの納入待ちとなっていた。この新型機は、戦時中の枢軸国の航空機の中で最高のものの一つであると評価されただけではなく、最高に美しいとは言えないまでも、もっとも優れた外観を有するものの一つだった。半楕円翼、長い機種、大きな尾翼は小型で軽快なこの戦闘機の特徴となっている。
原型機MM.494は1942年5月9日に初飛行したが、その翌日に激しい着陸で降着装置が故障して深刻な損傷を受け、6月まで飛行できなかった（MM.494は試験中にさらに2回損傷している）。この原型機は4丁の12.7 mmブレダSAFAT機関銃と、1門の20 mmマウザーMG 151 機関砲を搭載し、当初試験に使用された後にナポリ防空に使用された。MC.205Nが早々に脱落し、製造上の観点からG.55がより良いと考えられた厳しい審査の結果、イタリア王立空軍は750機のRe.2005を発注したが、これは戦時のイタリアとしては楽観的な見通しだった。

## 技術的設計

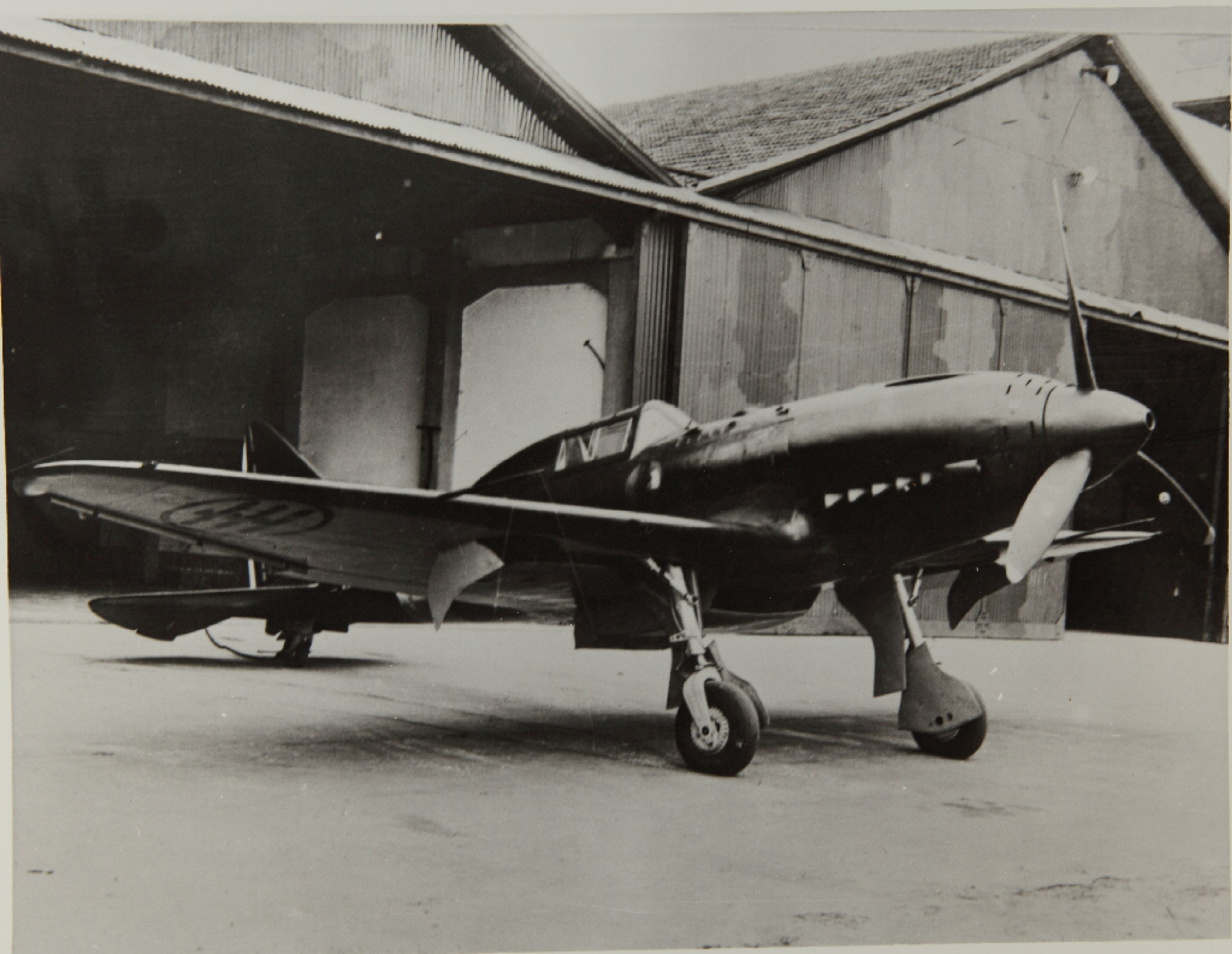
1942年の春に工場で撮影されたRe.2005の原型機、操縦席後方のアンテナマストがないことに留意

Re.2005は軽合金で作られた低翼、単発、単座の戦闘単葉機である。推進力は1,475 hp (1,100 kW)のダイムラー・ベンツ DB 605A-1エンジンのオリジナルのドイツ製か、フィアットがRA.1050 RC.58 ティフォーネ（台風）としてライセンス生産したエンジンが供給した。この機体には右回転、3枚羽根のピアッジオ製P.2001恒速、機械制御、可変ピッチ金属プロペラが備えられていた。流線形だが小型の胴体は、ほぼ燃料タンクとDB 605エンジンに占められていた。胴体搭載のMG 151/20機関砲は、主翼搭載のものよりも少ない携行弾数となっていた（原型2号機から主翼に搭載された機関銃の170発に対して150発）。同等のフィアットG.55は胴体搭載の機関砲に250発搭載していたが、12.7 mm機関銃には600発の搭載だった。より小型なRe.2005は、20 mm弾が100発少ないが、12.7 mm弾は100発多いという、より軽量の兵装を搭載していた。
後部胴体はイタリアの基準でも異例に小さく、無線機、酸素ボンベを搭載し、比較的大きな垂直尾翼を備えていた。コックピットは乗降用に右側に開き、厚さ50 mmの防弾ガラスを備えたキャノピーで覆われていた。その他の防備としては、厚さ8 mmで、重量40 kgになる鋼鉄製カバーがついたシートもあった。シートは近距離では25 mmの鉄板を貫通する能力を有する12.7 mm弾に対しては防御能力が乏しかったが、防弾板は均質鋼よりも防御力を高めるために熱処理されていた。厚い鋼鉄板の重量を考慮して、使用された合金鋼の強度を高めるあらゆる努力が払われ、ヘッドレストは第6隔壁に取り付けられていた。
楕円形と呼ばれることが多い、洗練された主翼設計は、翼厚が根元での15％から翼端で85となる半楕円形である。3本の主桁にはT字断面が採用されている。動翼のほとんどは布張りだが、全金属製の二つの部分からなるスプリットフラップと、静的にバランスが取れたエルロンが含まれていた。燃料は合計525リットルの、翼内の前側に2個、後側に2個の4つの自動防漏式燃料タンクに搭載されていた。車輪間隔の広い主輪は外向きに翼内に格納され、尾輪はは完全に格納された。Re.2005は、唯一の油圧動作フラップを備えたイタリア製軍用機だった。Re.2005はもっとも先進的なイタリア製戦闘機だったが、同時にイタリアの工業レベルでは製造するのに先進的すぎ、それ以上高価だったら量産されなかったであろうという、もっとも高価な戦闘機だった。Re.2005の複雑さと小型さが、フィアット G.55を量産するの優れた選択と評価させることになった。

## 仕様

諸元
- 乗員: 1
- 全長: 8.73 m
- 全高: 3.15 m
- 翼幅: 11 m
- 翼面積: 20.4 m
- 空虚重量: 2,600 kg
- 動力: フィアット RA.1050 R.C.58 ティフォーネ（ダイムラー・ベンツ DB 605のライセンス生産） V-12倒立液冷ピストンエンジン、1,475 PS (1,455 hp; 1,085 kW) [6] × 1

性能
- 最大速度: 628 km/h  （高度6,950 mで）[7]
- 巡航速度: 515 km/h
- 失速速度: 155 km/h
- 航続距離: 980 km  （内部燃料）

1,130 km（300リットル落下増槽使用）
1,270 km（300リットル落下増槽＋2 × 150リットル落下増槽使用）
- 実用上昇限度: 11,500 m
- 翼面荷重: 177 m2（最大）
- 上昇率
20 m/s

武装
- 固定武装

  - 2 × 12.7 mm　ブレダSAFAT機関銃 上部カウリング搭載（350発）
  - 1 × 20 mm MG 151 機関砲 プロペラ同軸（150発）
  - 2 × 20 mm MG 151 機関砲 翼内（200発）
- 爆弾: 

  - 胴体下ハードポイント（非標準）：1,000 kg爆弾ないし300リットル落下増槽
  - 主翼ハードポイント：2 x 160 kg爆弾ないし2 × 150 リットル落下増槽

## 運用国
イタリア王国
- イタリア王立空軍

 ナチス・ドイツ
- ドイツ国防空軍は鹵獲した機体を運用した

 イタリア社会共和国
- イタリア国家空軍（英語版）

## 登場作品
ゲーム
『艦隊これくしょん -艦これ-』
艦載機として、「Re.2005 改」が登場。
『War Thunder』
Re.2005 serie 0がイタリアランク4戦闘機として使用可能

### 書誌情報
- Alegi, Gregory. Ali d'Italia 16: Reggiane Re 2005(in Italian/English). Turin, Italy: La Bancarella Aeronautica, 2001. ISBN unknown.
- Angelucci, Enzo and Paolo Matricardi. World Aircraft: World War II, Volume I (Sampson Low Guides). Maidenhead, UK: Sampson Low, 1978.
- Brindley, John F. "Caproni Reggiane Re 2001 Falco II, Re 2002 Ariete & Re 2005 Sagittario". Aircraft in Profile, Volume 13. Windsor, Berkshire, UK: Profile publications Ltd., 1973, pp. 217–241. ISBN 0-85383-022-3.
- Di Terlizzi, Maurizio. Reggiane Re 2005 Sagittario, Aviolibri 4 (in Italian). Rome, Italy: IBN Editore, 2001. ISBN 88-86815-38-7.
- Govi, S. Dal Re.2002 al Re.2005 (in Italian). Milan, Italy: Giorgio Apostolo Editore (GAE), 1984.
- Longhi, Roberto (n.d.). “Reggiane and I... a Fighter Designer Recalls”. Air Enthusiast Quarterly (2):  214–224. ISSN 0143-5450.
- Matricardi, Paolo. Aerei militari: Caccia e Ricognitori Volume 1(in Italian). Milano Mondadori Electa, 2006.
- Mondey, David. The Hamlyn Concise Guide to Axis Aircraft of World War II. London: Bounty Books, 2006. ISBN 0-7537-1460-4.
- Punka, George. Reggiane Fighters in Action, Aircraft number 177. Carrollton, Texas: Squadron/Signal Publications, Inc., 2001. ISBN 0-89747-430-9.
- Sgarlato, Nico. "Reggiane: i Caccia Italiani più Belli  ("Reggiane: the Best Looking Italian Fighters) (in Italian)." I Grandi Aerei Storici, N. 17, July 2005. Delta Editrice. ISSN 1720-0636. Note: This source includes all the Reggiane fighters, included projected versions.
- Smith, G/C Duncan, W.G.G., DSO DFC RAF(Ret). Spitfire into Battle. Feltham, Middlesex, UK: Hamlyn Paperbacks, 1981. ISBN 0-7195-3831-9.
- Taylor, John W. R. "Reggiane Re.2005 Sagittario (Archer)". Combat Aircraft of the World from 1909 to the Present. New York: G.P. Putnam's Sons, 1969. ISBN 0-425-03633-2.